# Саварен
Саваре́н (фр. savarin) — французский десерт, выпечка из дрожжевого теста кольцеобразной формы. Фактически является разновидностью ромовой бабы.
Создан в начале XIX века французскими кондитерами — братьями Жюльен. Назван в честь французского судьи, писателя, гурмана и ресторанного критика Жана Антельма Брийя-Саварена (1755—1826).
Выпеченный корж покрывают абрикосовым джемом, пропитывают сиропом на основе красного вина с пряностями или рома, покрывают глазурью, начиняют свежими фруктами. Часто подают со взбитыми сливками.